# Església de San Felice

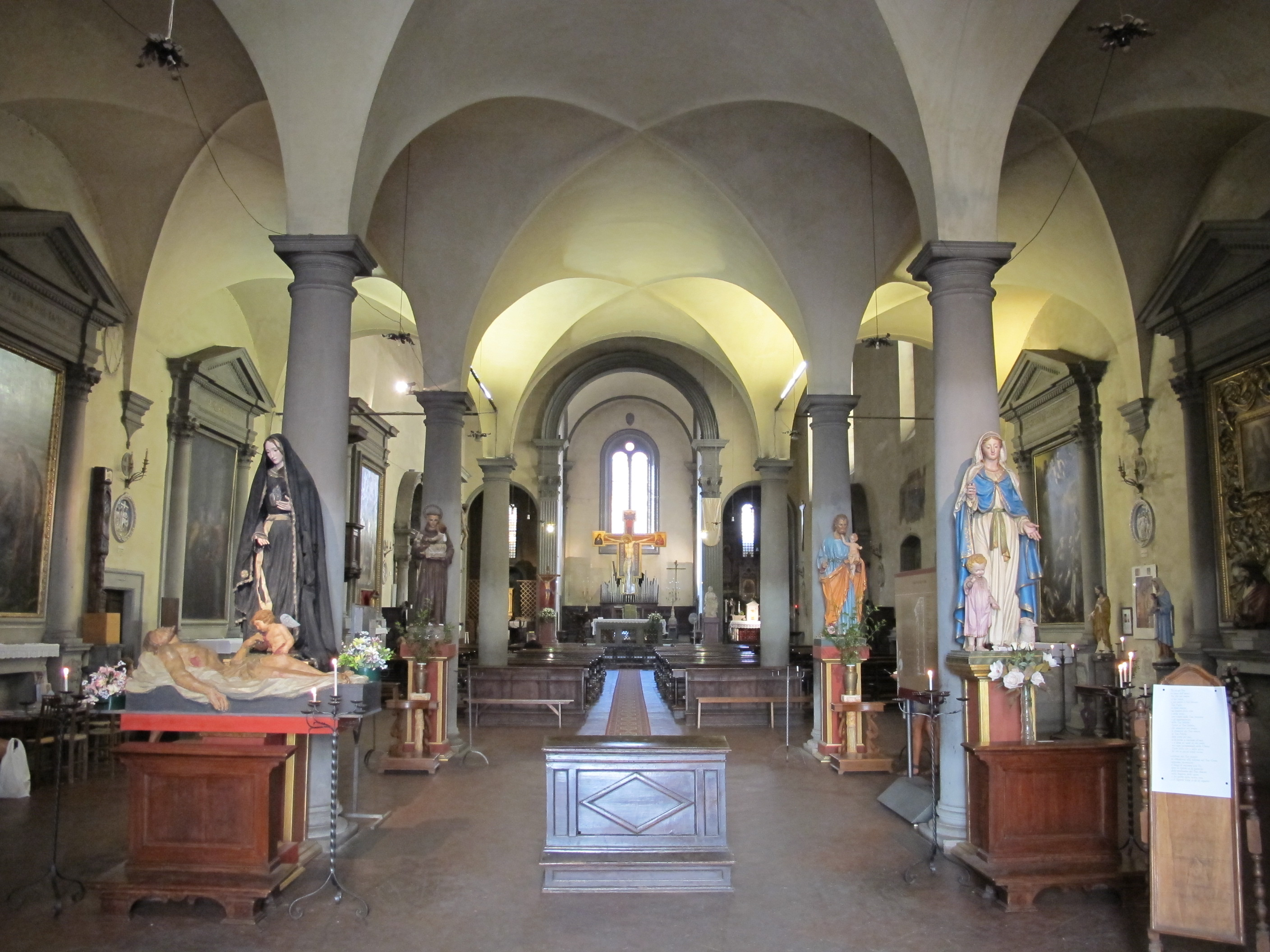
L'interior

L'Església de San Felice (Església de St. Fèlix) és una església catòlica Romana a Florència, regió de la Toscana, Itàlia. Es troba en el banc del sud del Riu Arno, just a l'oest del Palau Pitti. És predominantment Gòtica, però té una façana del Renaixement de Michelozzo, afegida el 1457. Sobre l'altar hi ha un gran crucifix atribuït a Giotto o la seva escola.
En el lloc de l'actual, es va construir el segle X una església fora de la primera muralla de Florència. Primer va pertànyer al Monestir de San Silvestro de Nonantola, i el 1413 va ser transferida a l'Orde Camaldulès. El 1552, es va convertir en propietat de les monges Dominicanes de San Pietro Martire. L'església va proporcionar un refugi a les dones que fugien de marits maltractadors.
L'interior tenia una Madonna amb infant i Sants de Ridolfo Ghirlandaio. Una altra capella té un fresc de Giovanni da San Giovanni, San Felice revivint St Massimo; els àngels que reuneixen els raïms en la pintura són de Baldassare Franceschini. Tenia un tríptic (1467) de Neri di Bicci, que descrivia St. Augustí i St. Joan Baptista, i St. Julià i el rei St. Segimon. Una altra capella va tenir una Madonna i infant amb St. Jacint, de Jacopo da Empoli. L'església té un Últim Sopar de Matteo Rosselli.

## Galeria

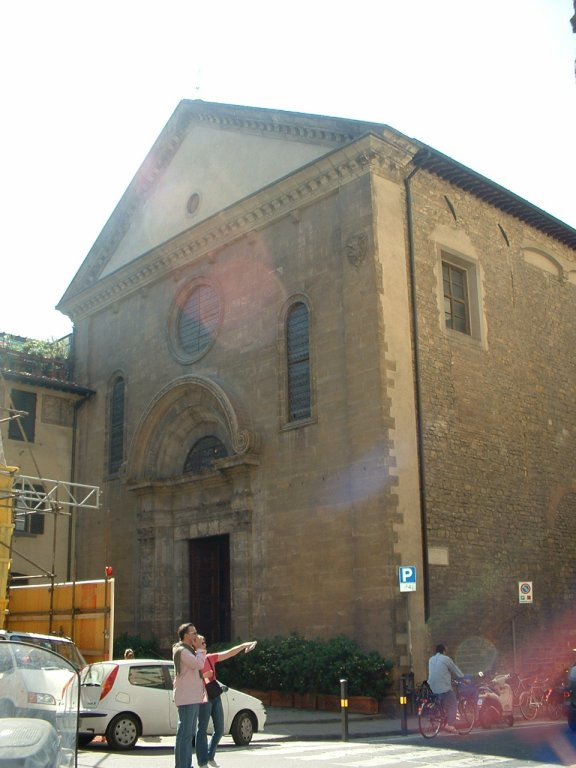
Exterior
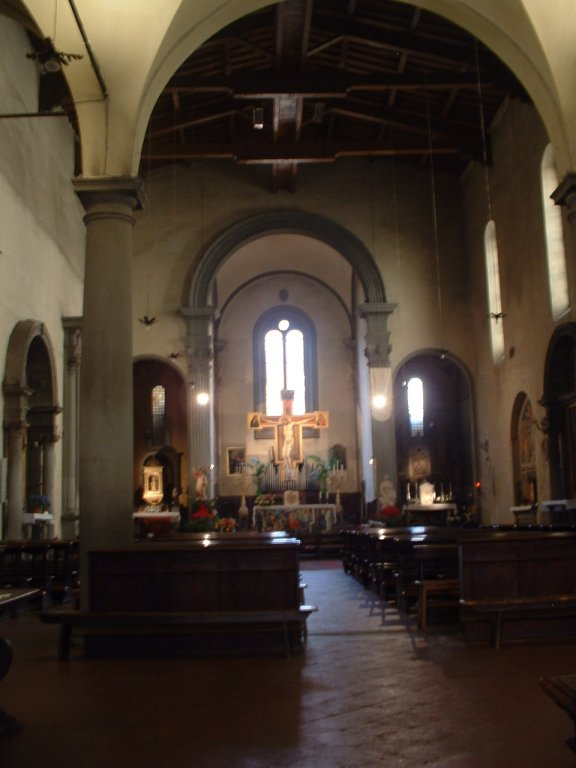
Interior
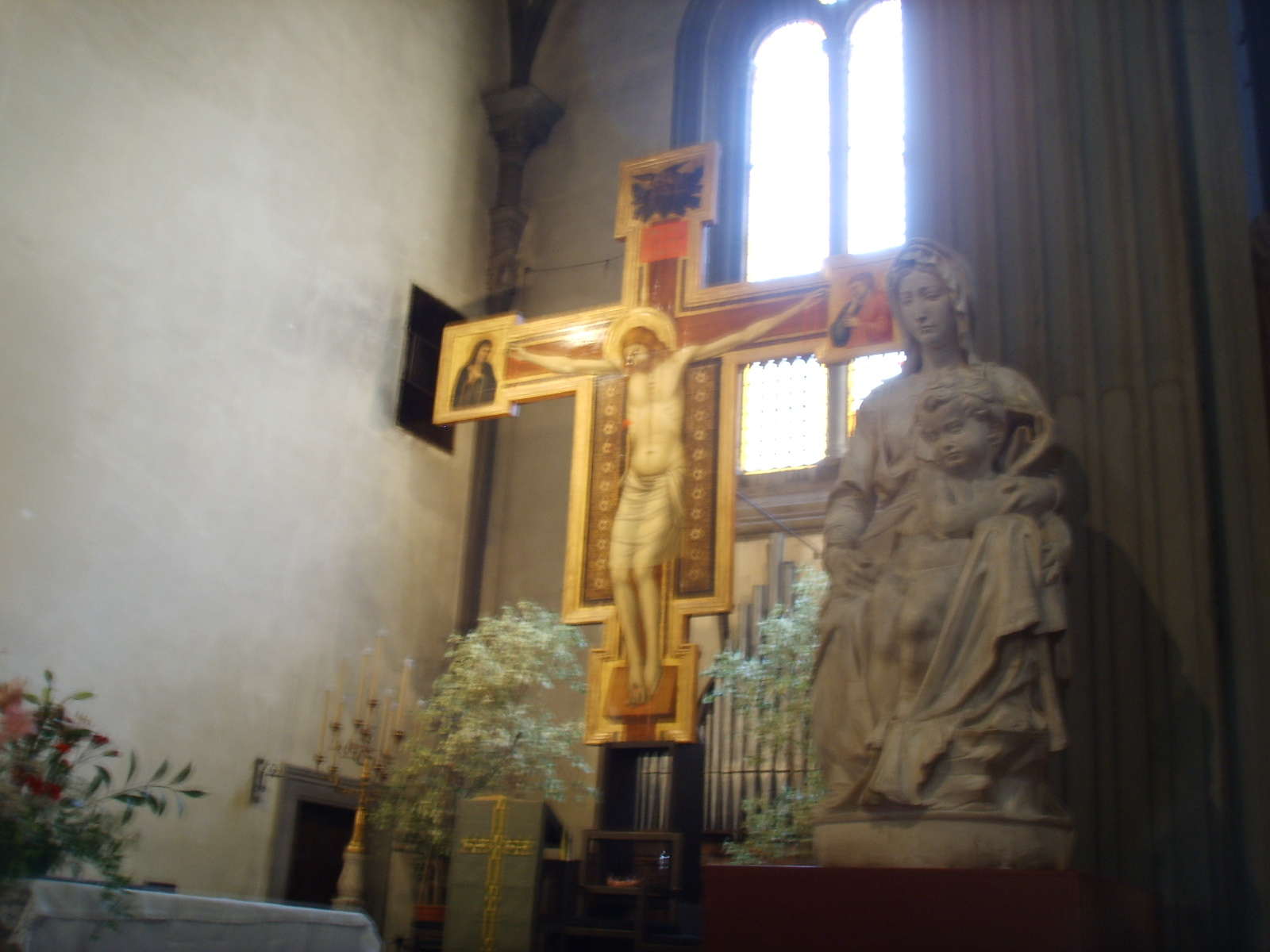
Madonna i l'interior de Crucifix.
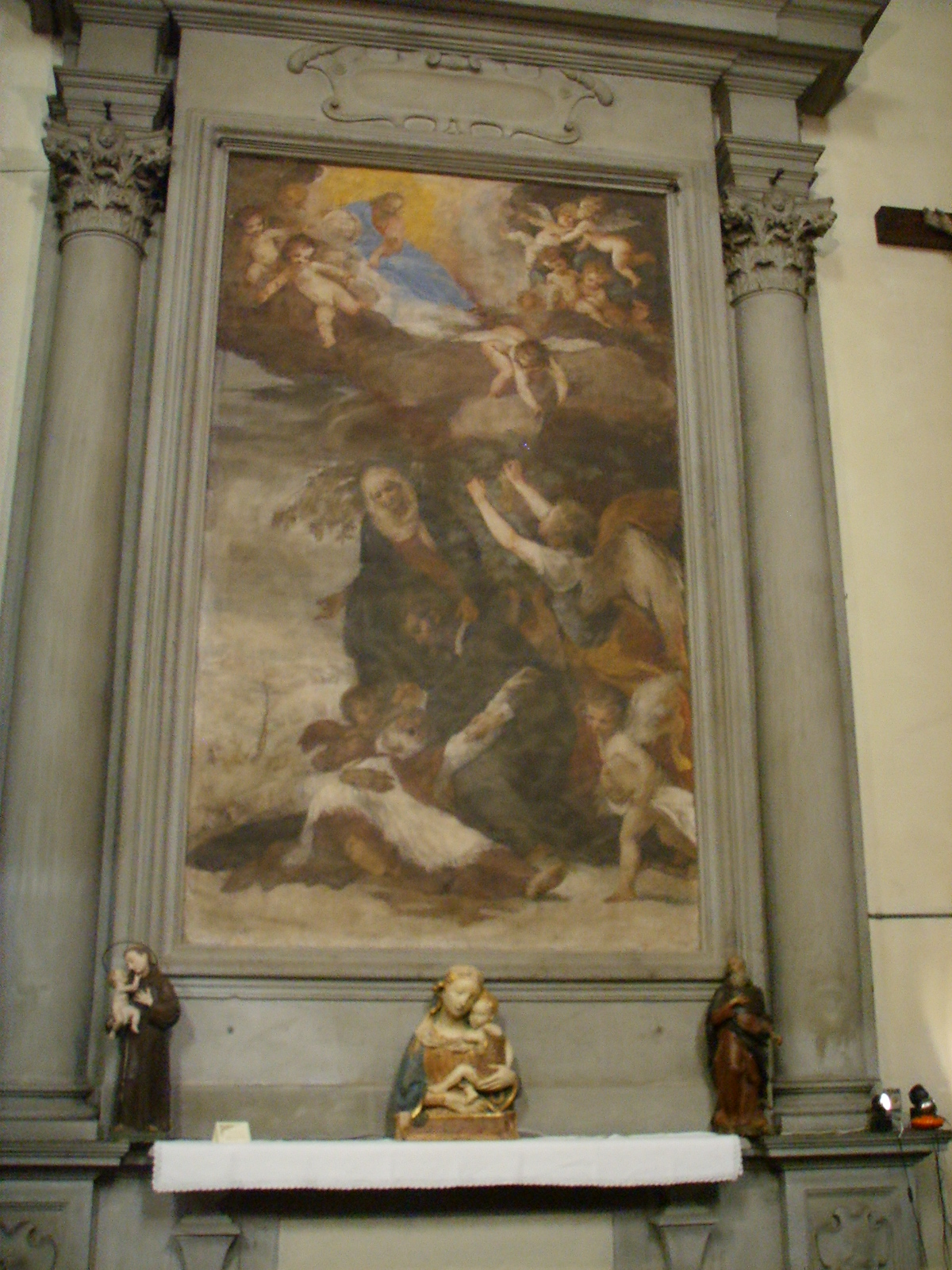
San Felice per Giovanni da San Giovanni i il Volterrano.